# 9316 Rhamnus
9316 Rhamnus este un asteroid din centura principală de asteroizi.

## Descriere
9316 Rhamnus este un asteroid din centura principală de asteroizi. A fost descoperit pe 12 august 1988 la Observatoire de Haute-Provence de Eric Walter Elst. Asteroidul prezintă o orbită caracterizată de o semiaxă mare de 3,00 ua, o excentricitate de 0,07 și o înclinație de 10,6° în raport cu ecliptica.